# Свети Илия (Горна Лисина)
„Свети Пророк Илия“ (на сръбски: Храм Св. пророка Илије) е православна църква в босилеградското село Горна Лисина, югоизточната част на Сърбия. Част е от Вранската епархия на Сръбската православна църква.
Църквата е гробищен храм, разположен на възвишение между двете махали на селото. Издигната в 1871 година, според надписа на западната фасада под прозореца. Църковният двор е ограден, като портата е източно от храма. Има нова камбанария. 
Иконостасът е от типа увеличен с пресполни икони на Свети Георги и Свети Димитър. Иконите са изписани в 1873 година от видния дебърски майстор Аврам Дичов от Галичник, който се е подписал няколко пъти на престолните икони. Иконостасът има 52 икони.
Храм има и архиерейски трон, певница, полиелеи и две хоругви.